# Phalacrocorax auritus
Il marangone dalla doppia cresta (Phalacrocorax auritus (Lesson, 1831)) è un uccello suliforme appartenente alla famiglia Phalacrocoracidae.

## Descrizione
Grande 70–90 cm, ha collo lungo, becco affusolato e uncinato e zampe corte con dita palmate. Durante il periodo riproduttivo compaiono sulla testa 2 creste piumate. Il piumaggio è marrone scuro o nero.

## Biologia
Gregario e monogamo, si nutre di pesci.
Nidifica tra aprile e agosto. La femmina depone 1-7 uova covate per un mese solo. I piccoli sono cresciuti da ambo i genitori. Dopo 6-7 settimane i piccoli sanno volare e si procurano il cibo da soli.

## Distribuzione e habitat
Vive vicino alle acque marine e interne dell'America del nord (dall'Alaska sino al Messico)  e dei Caraibi.

## Tassonomia
Sono note le seguenti sottospecie:
- P. a. albociliatus Ridgway, 1884 - diffusa dal Canada sud-occidentale alla California meridionale
- P. a. auritus (Lesson, 1831) - diffusa in Canada centrale e orientale e Stati Uniti nord-orientali
- P. a. cincinatus (Brandt, 1837) - diffusa in Alaska meridionale e Canada sud-occidentale
- P. a. floridanus (Audubon, 1835) - diffusa negli Stati Uniti meridionali e sud-orientali
- P. a. heuretus Watson, Olson & J.R.Miller, 1991 - diffusa a Cuba e nelle Bahamas